# Naisten Vaahteraliiga 2017
La Naisten Vaahteraliiga 2017 è la 20ª edizione del campionato di football americano di primo livello femminile, organizzato dalla SAJL.

## Squadre partecipanti
| Club                       | Città           | Stadio                  | Sponsor ufficiale | Risultato nella stagione 2016 |
| -------------------------- | --------------- | ----------------------- | ----------------- | ----------------------------- |
| Helsinki Roosters          | Helsinki        |                         |                   |                               |
| Helsinki Wolverines        | Helsinki        |                         |                   |                               |
| Oulu Northern Lights       | Oulu            | Castrenin urheilukeskus |                   |                               |
| Sankt Petersburg Valkyries | San Pietroburgo |                         |                   |                               |
| Seinäjoki Crocodiles       | Seinäjoki       |                         |                   |                               |

## Stagione regolare

### Calendario

#### 1ª giornata
| Seinäjoki 7 maggio 2017, ore 12:00 | Seinäjoki Crocodiles | 12 – 56 (0-19 6-7 6-9 0-21) referto | Helsinki Wolverines | Jouppilanvuoren tekonurmi (80 spett.)\| Arbitro: \| J. Sipi \| |
| Arbitro:                           | J. Sipi              |                                     |                     |                                                                |

| Helsinki 7 maggio 2017, ore 14:00 | Helsinki Roosters | 12 – 8 (6-0 0-0 0-8 6-0) referto | Sankt Petersburg Valkyries | Velodromo di Helsinki (55 spett.)\| Arbitro: \| M. Mkrinen \| |
| Arbitro:                          | M. Mkrinen        |                                  |                            |                                                               |

#### 2ª giornata
| Seinäjoki 20 maggio 2017 | Seinäjoki Crocodiles | 7 – 80 (0-8 0-16 7-38 0-18) referto | Helsinki Roosters | Jouppilanvuoren tekonurmi (70 spett.)\| Arbitro: \| Suojanen \| |
| Arbitro:                 | Suojanen             |                                     |                   |                                                                 |

| Oulu 20 maggio 2017, ore 13:00 | Sankt Petersburg Valkyries | 6 – 38 (0-24 6-8 0-6 0-0) referto | Oulu Northern Lights | Castrenin urheilukeskus |

#### 3ª giornata
| Helsinki 27 maggio 2017, ore 17:00 | Helsinki Wolverines | 20 – 22 (2-0 6-0 0-8 12-14) referto | Sankt Petersburg Valkyries | Brahen kenttä (72 spett.)\| Arbitro: \| K. Lahtinen \| |
| Arbitro:                           | K. Lahtinen         |                                     |                            |                                                        |

| Helsinki 28 maggio 2017, ore 13:00 | Helsinki Roosters | 46 – 0 | Oulu Northern Lights | Velodromo di Helsinki |

#### 4ª giornata
| Oulu 4 giugno 2017, ore 12:30 | Oulu Northern Lights | 12 – 0 (6-0 0-0 6-0 0-0) referto | Seinäjoki Crocodiles | Castrenin urheilukeskus (50 spett.)\| Arbitro: \| Immonen \| |
| Arbitro:                      | Immonen              |                                  |                      |                                                              |

| Helsinki 4 giugno 2017, ore 17:30 | Helsinki Wolverines | 3 – 30 (3-12 0-12 0-6 0-0) referto | Helsinki Roosters | Brahen kenttä (265 spett.)\| Arbitro: \| P. Hautala \| |
| Arbitro:                          | P. Hautala          |                                    |                   |                                                        |

#### 5ª giornata
| Oulu 10 giugno 2017, ore 13:00 | Oulu Northern Lights | 12 – 34 (0-6 6-0 0-7 6-21) referto | Helsinki Wolverines | Castrenin urheilukeskus |

| Seinäjoki 11 giugno 2017, ore 12:00 | Sankt Petersburg Valkyries | 54 – 0 (8-0 24-0 14-0 8-0) referto | Seinäjoki Crocodiles | Jouppilanvuoren tekonurmi (41 spett.)\| Arbitro: \| Suojanen \| |
| Arbitro:                            | Suojanen                   |                                    |                      |                                                                 |

#### 6ª giornata
| Helsinki 15 luglio 2017, ore 14:00 | Sankt Petersburg Valkyries | 14 – 18 (6-12 8-0 0-0 0-6) referto | Helsinki Roosters | Velodromo di Helsinki (74 spett.)\| Arbitro: \| K. Mannisto \| |
| Arbitro:                           | K. Mannisto                |                                    |                   |                                                                |

| Helsinki 16 luglio 2017, ore 15:00 | Helsinki Wolverines | 17 – 6 (0-0 9-0 8-0 0-6) referto | Seinäjoki Crocodiles | Brahen kenttä (118 spett.)\| Arbitro: \| J. Kalliokoski \| |
| Arbitro:                           | J. Kalliokoski      |                                  |                      |                                                            |

#### 7ª giornata
| Oulu 22 luglio 2017, ore 18:00 | Oulu Northern Lights | 0 – 34 (0-0 0-6 0-8 0-20) referto | Sankt Petersburg Valkyries | Castrenin urheilukeskus\| Arbitro: \| Forsberg \| |
| Arbitro:                       | Forsberg             |                                   |                            |                                                   |

| Helsinki 23 luglio 2017, ore 12:00 | Helsinki Roosters | 68 – 6 (20-0 12-0 6-6 30-0) referto | Seinäjoki Crocodiles | Velodromo di Helsinki (75 spett.)\| Arbitro: \| M. Immonen \| |
| Arbitro:                           | M. Immonen        |                                     |                      |                                                               |

#### 8ª giornata
| Helsinki 29 luglio 2017, ore 16:45 | Sankt Petersburg Valkyries | 6 – 31 (6-0 0-7 0-14 0-10) referto | Helsinki Wolverines | Brahen kenttä (73 spett.)\| Arbitro: \| J. Bruun \| |
| Arbitro:                           | J. Bruun                   |                                    |                     |                                                     |

| Oulu 30 luglio 2017, ore 13:00 | Oulu Northern Lights | 12 – 14 (d.t.s.) (0-6 6-0 0-0 0-0 6-8) referto | Helsinki Roosters | Castrenin urheilukeskus (80 spett.) |

#### 9ª giornata
| Seinäjoki 6 agosto 2017, ore 12:00 | Seinäjoki Crocodiles | 15 – 48 (0-12 0-24 0-0 15-12) referto | Oulu Northern Lights | Jouppilanvuoren tekonurmi (70 spett.)\| Arbitro: \| M. Immonen \| |
| Arbitro:                           | M. Immonen           |                                       |                      |                                                                   |

| Helsinki 6 agosto 2017, ore 17:00 | Helsinki Roosters | 14 – 0 (0-0 0-0 0-0 14-0) referto | Helsinki Wolverines | Velodromo di Helsinki (125 spett.)\| Arbitro: \| Hautala \| |
| Arbitro:                          | Hautala           |                                   |                     |                                                             |

#### 10ª giornata
| Helsinki 12 agosto 2017, ore 16:30 | Helsinki Wolverines | 20 – 8 (13-8 7-0 0-0 0-0) referto | Oulu Northern Lights | Brahen kenttä (55 spett.)\| Arbitro: \| M. Immonen \| |
| Arbitro:                           | M. Immonen          |                                   |                      |                                                       |

| Seinäjoki 13 agosto 2017, ore 12:00 | Seinäjoki Crocodiles | 21 – 40 (0-0 7-16 7-0 7-24) referto | Sankt Petersburg Valkyries | Jouppilanvuoren tekonurmi (40 spett.)\| Arbitro: \| Suojanen \| |
| Arbitro:                            | Suojanen             |                                     |                            |                                                                 |

### Classifica
La classifica della regular season è la seguente:
- PCT = percentuale di vittorie, G = partite giocate, V = partite vinte,  P = partite perse, PF = punti fatti, PS = punti subiti

| Pos. | Squadra                    | PCT   | G | V | N | P | PF  | PS  |
| ---- | -------------------------- | ----- | - | - | - | - | --- | --- |
| 1    | Helsinki Roosters          | 1.000 | 8 | 8 | 0 | 0 | 282 | 50  |
| 2    | Helsinki Wolverines        | .625  | 8 | 5 | 0 | 3 | 181 | 110 |
| 3    | Sankt Petersburg Valkyries | .500  | 8 | 4 | 0 | 4 | 186 | 138 |
| 4    | Oulu Northern Lights       | .375  | 8 | 3 | 0 | 5 | 128 | 173 |
| 5    | Seinäjoki Crocodiles       | .000  | 8 | 0 | 0 | 8 | 67  | 375 |

## Playoff

### Tabellone
|  | Semifinali | Semifinali                 | Semifinali |                     |    | XX Finale         | XX Finale | XX Finale |  |
|  |            |                            |            |                     |    |                   |           |           |  |
|  | 1          | Helsinki Roosters          | 22         |                     |    |                   |           |           |  |
|  | 1          | Helsinki Roosters          | 22         |                     |    |                   |           |           |  |
|  | 4          | Oulu Northern Lights       | 0          |                     |    |                   |           |           |  |
|  | 4          | Oulu Northern Lights       | 0          |                     | 1  | Helsinki Roosters | 6         |           |  |
|  |            |                            |            |                     | 1  | Helsinki Roosters | 6         |           |  |
|  |            |                            | 2          | Helsinki Wolverines | 17 |                   |           |           |  |
|  | 3          | Sankt Petersburg Valkyries | 2          | Helsinki Wolverines | 17 | 6                 |           |           |  |
|  | 3          | Sankt Petersburg Valkyries |            |                     |    |                   |           |           |  |
|  | 2          | Helsinki Wolverines        | 7          |                     |    |                   |           |           |  |

### Semifinali
| Helsinki 19 agosto 2017, ore 14:00 | Helsinki Roosters | 22 – 0 (0-0 8-0 8-0 6-0) referto | Oulu Northern Lights | Velodromo di Helsinki (85 spett.)\| Arbitro: \| Lahtinen \| |
| Arbitro:                           | Lahtinen          |                                  |                      |                                                             |

| Helsinki 20 agosto 2017, ore 15:30 | Helsinki Wolverines | 7 – 6 (0-0 0-6 7-0 0-0) referto | Sankt Petersburg Valkyries | Brahen kenttä (141 spett.)\| Arbitro: \| Anttila \| |
| Arbitro:                           | Anttila             |                                 |                            |                                                     |

### XX Finale
| Vantaa 2 settembre 2017, ore 18:00 | Helsinki Roosters | 6 – 17 (0-0 0-10 6-7 0-0) referto | Helsinki Wolverines | MUP Stadion (452 spett.)\| Arbitro: \| A. Tahtinen \| |
| Arbitro:                           | A. Tahtinen       |                                   |                     |                                                       |

## Verdetti
- Helsinki Wolverines Campionesse della Finlandia 2017